# Triplectides australicus
Triplectides australicus är en nattsländeart som beskrevs av Banks 1939. Triplectides australicus ingår i släktet Triplectides och familjen långhornssländor. Inga underarter finns listade i Catalogue of Life.